# 渡り鳥

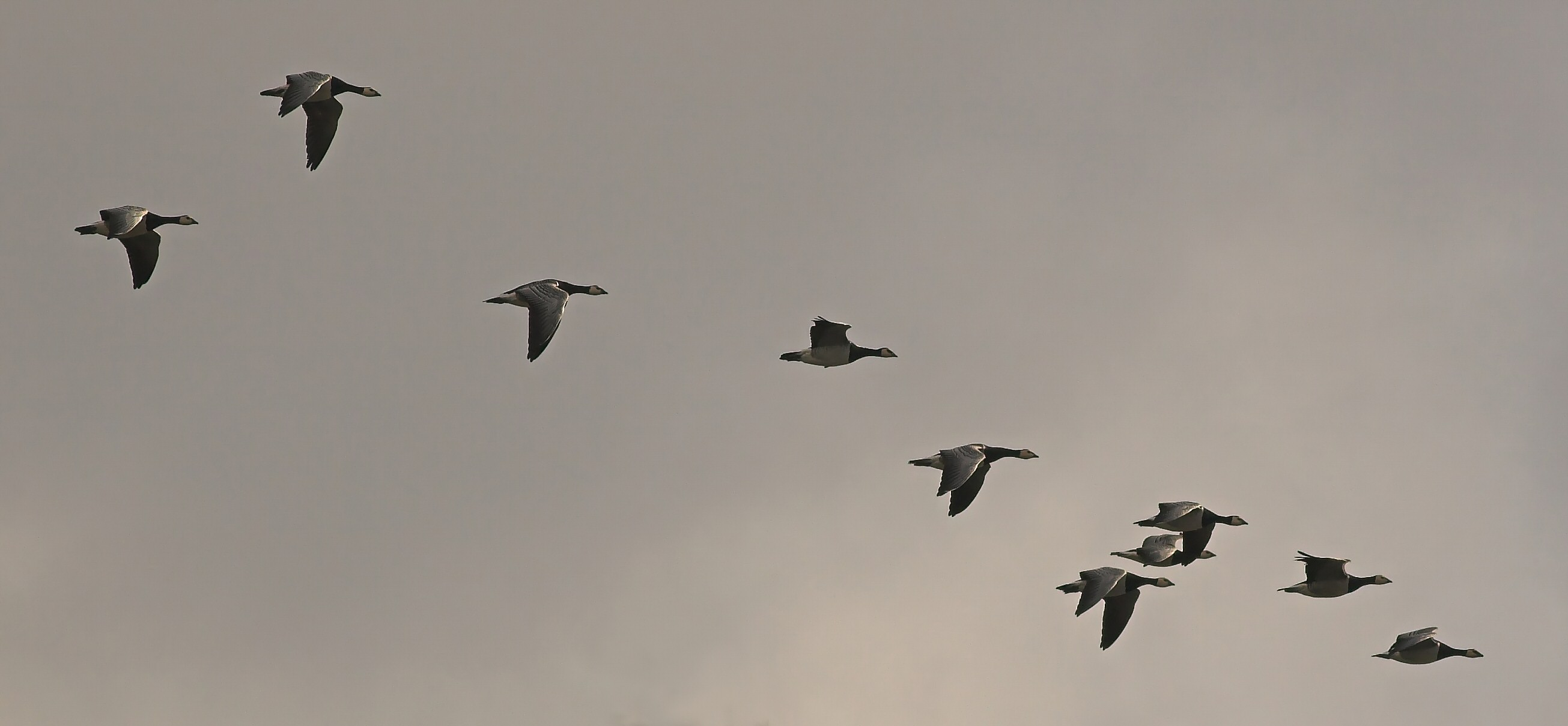
カオジロガン

渡り鳥（わたりどり）とは、食糧、環境、繁殖などの事情に応じて定期的に長い距離を移動（渡り）する鳥のこと。翻って、1年を通じて同一の地域やその周辺で繁殖も含めた生活を行う鳥を留鳥という。
鳥の渡り（英語：Bird migration）の解明は、鳥類学の研究テーマのひとつで、鳥を捕獲して刻印のついた足環を付ける鳥類標識調査（バンディング）が日本を含め世界各国で行われている。また、大型の鳥では、超小型の発信機を付け、人工衛星を使って経路を調べることも行われている。
渡り鳥は地磁気を感じ取るセンサーを持ち、このセンサーを用いたナビゲーション能力を持っているとされる。海馬に認知地図を持つとも考えられている。オオミズナギドリの場合、何らかのにおいを頼りにしているとする研究結果がある。また、体内時計により時間と太陽の位置を照らし合わせて方向を感知するともされる。夜間は星座の位置を目印に飛んでいることが、プラネタリウムにおける実験によって明らかにされている。

## 渡り鳥の種類

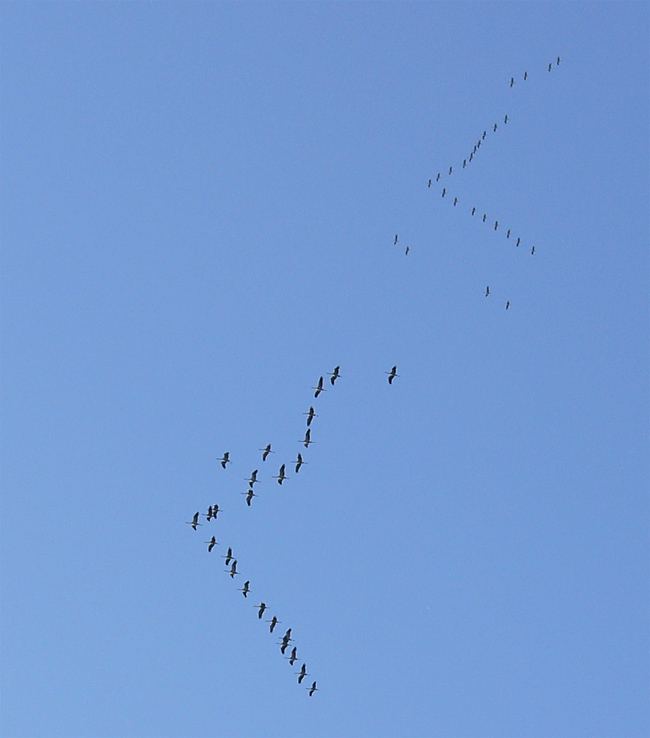
クロヅル

地域をどの範囲まで広げる（狭める）かによって、同一の鳥でも異なる分け方になる場合があるが、日本を基準とした場合、以下のような分け方となる。
夏鳥
春に南方から渡来して、秋に再び南方に渡去する鳥を指す。ツバメ、アマサギ、オオルリ、キビタキ、クロツグミ、ハチクマ、サシバなど。
冬鳥
秋に北方より渡来して、春に再び北方に渡去する鳥を指す。ツグミ、ジョウビタキ、ユリカモメ、マガモ、オオハクチョウ、マナヅル、オオワシ、キンクロハジロ   など。日本語では春に北を目指す渡りをさして「北帰行」と表現することがある。
旅鳥
春と秋の一時期だけ日本を通過する鳥を指す。シギ、チドリの仲間に多い。

## 距離
キョクアジサシ（北極圏ツンドラ地帯から南極周辺海域まで（約32,000km））や、ハシボソミズナギドリ（オーストラリアから北太平洋を右回りしオーストラリアへ戻る（約32,000km））など、非常に長い渡りを行う鳥がいる。
日本の記録では、南極で足環をつけられたオオトウゾクカモメが12,800kmの距離を移動した後、北海道の近海で発見された記録が最長記録である。

## 国際間の保護・管理
1916年にアメリカ合衆国とカナダの間で国際渡り鳥条約が締結。以後、各国間で渡り鳥の保護や管理を目的とした条約が締結されるようになった（日本の事例は渡り鳥条約を参照のこと）。多国間の条約の例では、国際連合環境計画の後援で1979年に採択された移動性野生動物種の保全に関する条約がある。

## 比喩表現
定住せずにあちこちを渡り歩いて生活する人を渡り鳥と呼ぶ。放浪、渡り人、風来坊、流れ者、ジプシー、ボヘミアニズムも参照。
政界においては、省庁や地方自治体の高級官僚が役所を退職した後、天下りで公社、公団、特殊法人、第三セクターなどを渡り歩いて退職金を稼ぐことを「渡り鳥」と呼ぶ。また、常に多数派であるために各政党を渡り歩く政治家は「政界渡り鳥」と呼ばれる。
映画や歌謡曲でも、比喩表現として使われている（例：『ギターを持った渡り鳥』『ひばりの渡り鳥だよ』）。

## 文学と渡り鳥
俳句において、渡り鳥に関する季語がいくつかある。例えば、「鳥帰る」「引鳥（ひくとり）」などは春の季語、「鳥渡る」「色鳥」「小鳥来る」「燕帰る（つばかえる）」などは秋の季語である。また、「雁風呂」「雁供養」は夏の季語で、次のような「雁風呂」「雁供養」という伝説が青森県に伝わると言われていた。
月の夜、雁は木の枝を口に咥えて北国から渡ってきて、飛び疲れると波間に枝を浮かべ、その上に停まって羽根を休める。そうやって津軽の浜までたどり着くと、要らなくなった枝を浜辺に落とす。日本で冬を過ごした雁は早春の頃、浜の枝を拾って北国に戻って行く。雁が去ったあとの浜辺には、生きて帰れなかった雁の数だけ枝が残っている。浜の人たちは、その枝を集めて風呂を焚き、不運な雁たちの供養をしたという。
しかし、この話は1974年のテレビCMで広まったものであり、青森県内で伝承されたものではない。また、この話の初出は四時堂其諺『滑稽雑談』（1713年（正徳3年）成立）巻16で、他国の島での話として収められた話と判明した。

## 関連作品
『WATARIDORI』
2001年のフランスの映画、渡り鳥に関するドキュメンタリー。複数種の渡り鳥をヒナの段階からカメラに慣れさせ、渡りの期間を追跡した作品であり、解説はなく、ただ飛び方などが観察される。